# Andreas Arvidi

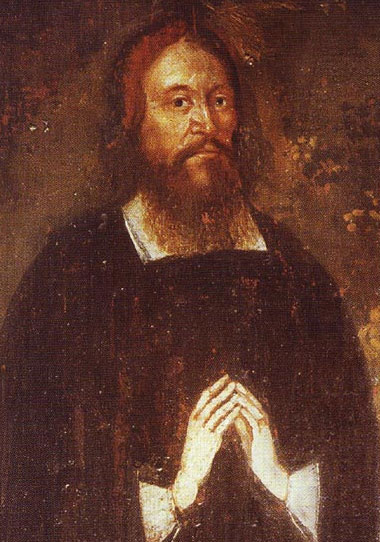
Andreas Arvidi.

Andreas Arvidi född omkring 1620 i Strängnäs, död 1673, var en svensk präst och författare. Arvidi var son till borgmästaren Arvid Andersson. 
Arvidi studerade vid universitetet i Dorpat och blev magister där 1651. Senare samma år blev han lektor vid gymnasiet i Strängnäs och 1653 rektor i Strängnäs. 1658 utnämndes han till kyrkoherde i Österhaninge socken. Andreas Arvidi var även riksdagsman 1668.
Arvidi författade den svenska litteraturens första poetik, Manuductio ad Poesin Svecanam, thet är, en kort Handledning til thet Swenske Poeterij, Verss- eller Rijm-Konsten (1651).